# Ялинкова вулиця (Київ)
Ялинко́ва ву́лиця — вулиця в Дарницькому районі міста Києва, місцевість Червоний хутір. Пролягає від Грузинського провулку до кінця забудови (поблизу Харківської площі і Старобориспільської вулиці).
Прилучаються Вірменський провулок, Вірменська вулиця, Чернігівський провулок, вулиця Братів Чибінєєвих, Бортницький провулок, Бортницька вулиця, провулок Вакуленчука і вулиця Вакуленчука.

## Історія
Вулиця виникла в першій половині XX століття, мала назву (6-та) Лісна (проходить попід лісом межею забудови), 1955 року — вулиця Ярослава Галана, на честь українського радянського письменника Ярослава Галана. Сучасна назва — з 1977 року.